# Haragos Péter
Haragos Péter (1972. november 14.) festő, reklámgrafikus és képregényrajzoló.
Első képregényét 1994-ben a Nemzeti Egészségvédelmi Intézet felkérésére készítette Cserkuti Dáviddal közösen, Szuper Alakok Regénye címen. 1998-ban tervező grafikusként diplomázott a Magyar Képzőművészeti Egyetemen. 2008-ban Alfabéta-díjban részesült az év legjobb képsoráért. A Magyar Képregény Akadémia tagja.
Strip című, képsorai elsőként saját honlapján jelennek meg. Nyomtatásban az MKA lapja, a Pinkhell, a Papírmozi 2., az Eduárd fapados képregényújság 9. és a Nero Blanco Comix 1. száma közölt belőle részeket.

## Könyvillusztráció
Gál Zsuzsa-Netzer Helga-Haragos Péter: Hétfőre 2 főre (Alexandra, 2006)

## Külső hivatkozások
- Strip képsorok
- Haragos Péter festményei az Artitude Galéria honlapján
- A Magyar Képregény Akadémia honlapja
- Interjú a 2009-es Alfabéta-díj jelöltjeivel a Magyar Képregény Akadémia honlapján